# غابور زابو (ملحن)
غابور زابو (بالمجرية: Szabó Gábor)‏ (و. 1936 – 1982 م) هو عازف قيثارة، وملحن، وعازف جاز، وعازف قيثارة جاز مجري، ولد في بودابست، يستخدم آلات قيثارة، توفي في بودابست، عن عمر يناهز 46 عاماً.

## روابط خارجية
- غابور سابو على موقع IMDb (الإنجليزية)
- غابور سابو على موقع ميوزك برينز (الإنجليزية)
- غابور سابو على موقع إن إن دي بي (الإنجليزية)
- غابور سابو على موقع أول ميوزيك (الإنجليزية)
- غابور سابو على موقع ديسكوغز (الإنجليزية)